# Euapta godeffroyi
Holothurie-serpent collante
Espèce
Synonymes
- Euapta godefroyii (Semper, 1868)[1]
- Synapta godeffroyi Semper, 1868[2] [1]
- Synapta serpentina J. Müller[2]

Euapta godeffroyi, communément appelé l’Holothurie-serpent collante, est une espèce de concombres de mer de la famille des Synaptidae.

## Description
C'est une holothurie d'allure serpentiforme et de section ronde, pouvant mesurer jusqu'à 2 m de long pour un diamètre de 2 cm. Cette holothurie est parfois presque translucide, son corps gonflé et presque capitonné étant à peine coloré d'un blanc jaunâtre irrégulier, parcouru de taches plus brunes. Elle se caractérise par les cinq raies sombres bordées de jaune fluo qui la parcourent sur toute sa longueur. Le tégument est adhérent : au toucher, les spicules calcaires en forme d'ancre qu'il contient peuvent se planter dans la peau ou dans la plupart des tissus, et il peut ainsi se révéler très difficile de se déprendre de l'étreinte de cet animal. La bouche est entourée de quinze tentacules clairs très apparents et de taille moyenne, mobiles et préhensiles, et pennés de petits organes préhensiles qui les font ressembler à des plumes, unis sur au moins la moitié de leur longueur par une membrane transparente. ,.
On peut parfois la confondre avec sa cousine Synapta maculata, qui est cependant de coloration plus brune, sans les 5 lignes longitudinales jaunes, et des tentacules non membranés.

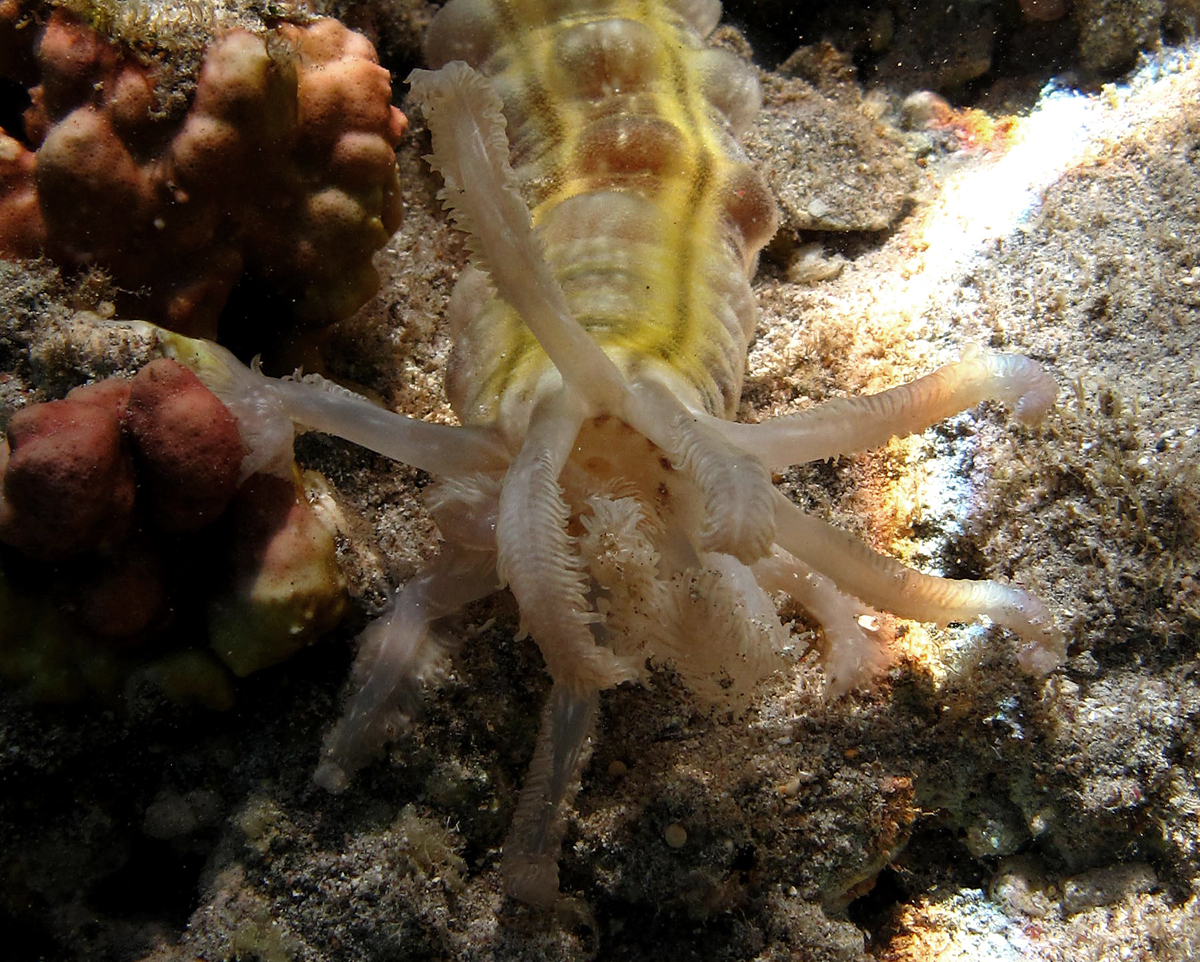
Bouche ouverte et tentacules déployés.
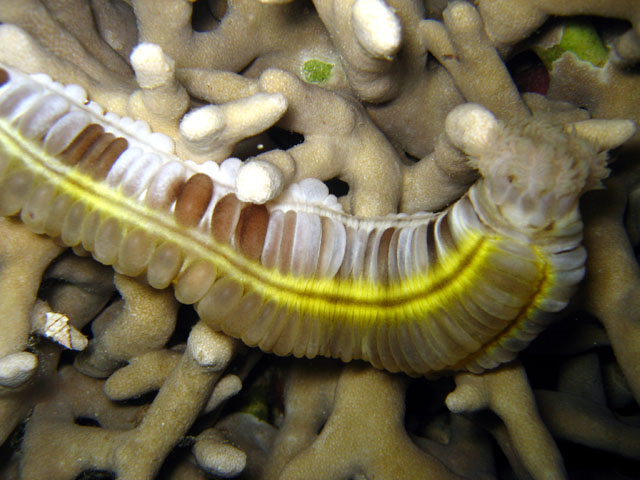
Bouche fermée.
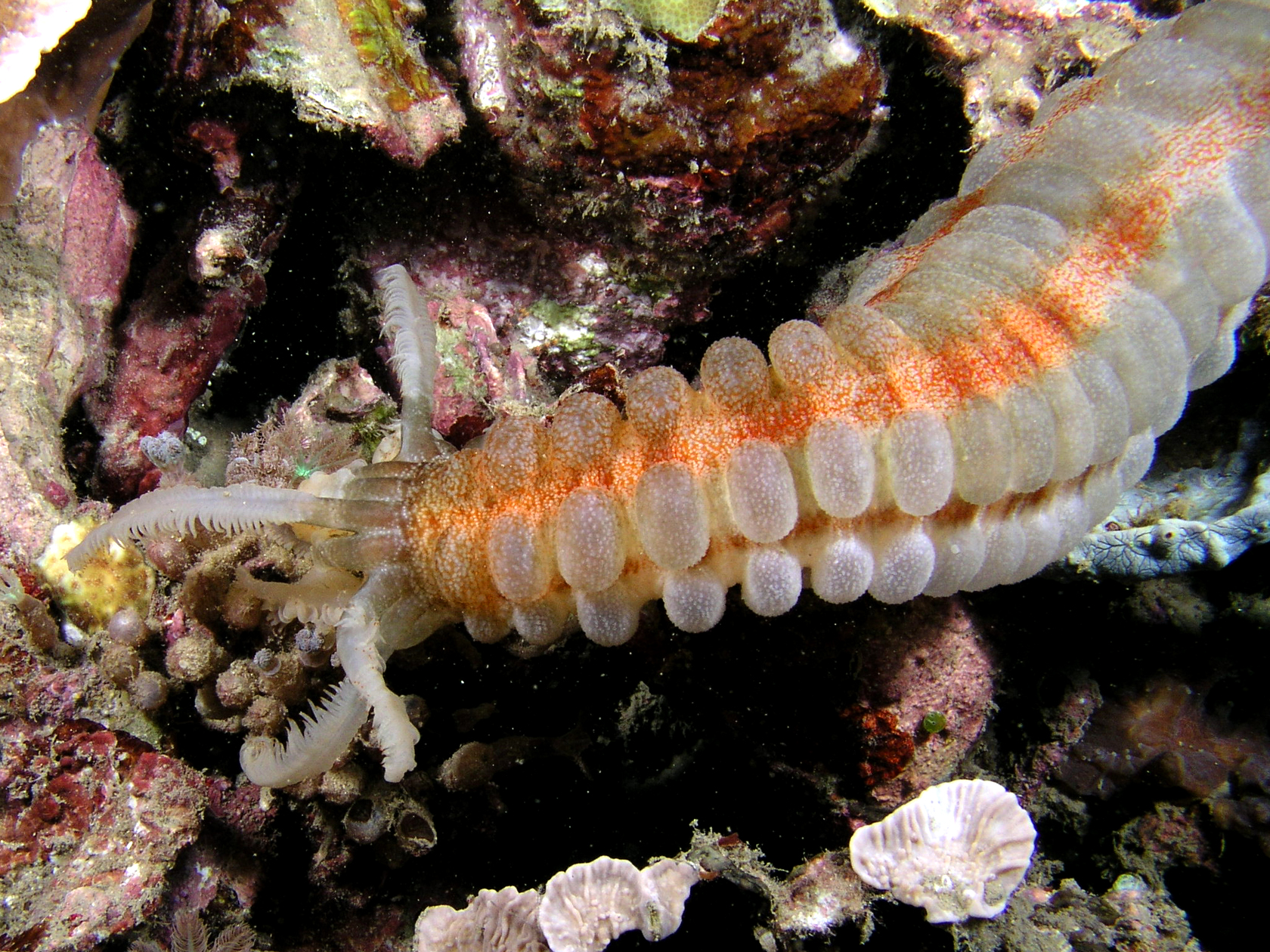
Variété orange.
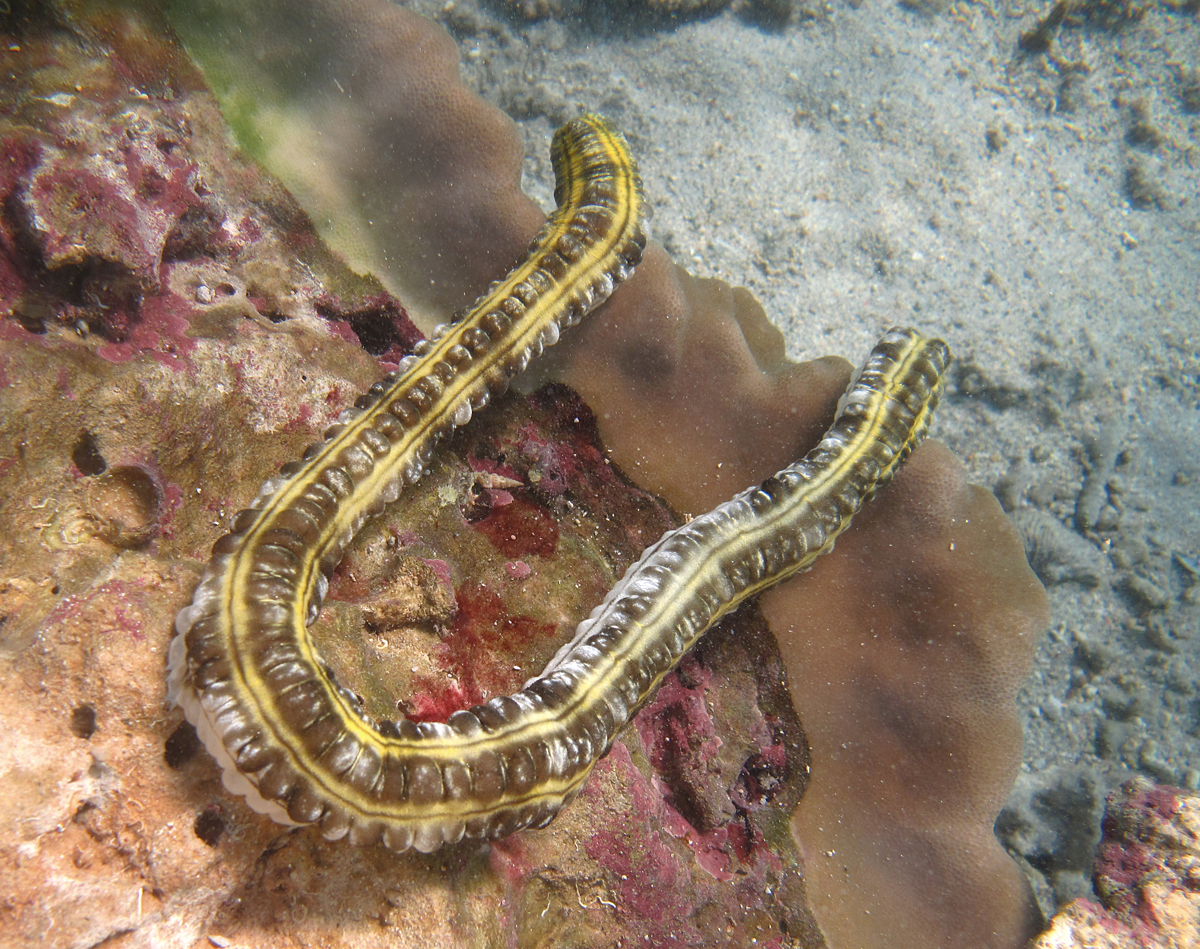
Spécimen sombre à La Réunion, ressemblant à une Synapta maculata.

## Habitat et répartition
Cette espèce est très largement répartie dans le bassin Indo-Pacifique ainsi qu'en mer Rouge, jusqu'à la Chine et l'île de Pâques.
Espèce benthique, on la trouve posée sur le fond, principalement dans les lagons calmes, sur fonds sableux peu profonds et les herbiers, entre la surface et 30 mètres de profondeur.

## Écologie et comportement

### Alimentation
Comme toutes les holothuries de son ordre, cette espèce se nourrit en ingérant le substrat sableux, qu'elle trie grossièrement et porte à sa bouche à l'aide de ses tentacules buccaux adhésifs et préhensiles pour en digérer les particules organiques (régime en grande partie détritivore).
Quand elle se sent menacée, cette holothurie peut se contracter dans des proportions impressionnantes, jusqu'à un quart de sa longueur.

### Reproduction
La reproduction est gonochorique, et mâles et femelles relâchent leurs gamètes en même temps grâce à un signal phéromonal, en pleine eau, où œufs puis larves vont évoluer parmi le plancton pendant quelques semaines avant de se fixer.